# 38-as busz (Miskolc)
A miskolci 38-as buszjárat az Avas kilátó és a Malomszög utca között közlekedett 2015 júniusától 2020. április 6-ig.
A 38-as jelzésű járat korábban csaknem húsz éven át a Tampere városrészt kötötte össze a belvárossal – a város egyik legrövidebb menetidejű járataként –, majd összevonták a 34-es busszal és Bodótetőig közlekedett. 2014. április 14-étől, 2015. június 14-ig hosszú útvonalon kapcsolta össze a belvárost az Avas két szélével.
Az egyetlen buszjárat volt Miskolcon, amin nem közlekedett CNG busz, mivel a Hideg sor egy ilyen típusú busz számára járhatatlan volt akkoriban.

## Története
1993. november 15. és 2011. június 16. között az Arany János utca és a Tampere városrész között közlekedett, többnyire midibuszokkal (a kezdetektől két Ikarus 546 Renault járt az útvonalon, ezeket a cég 1996-ban eladta). A két végállomás közti távot 6-8 perc alatt tette meg. Kihasználtsága meglehetősen csekély volt.
2011 júniusában, a 34-es busz megszűnésekor a 38-as útvonala hosszabbodott. Arany János utcai indulása után megtette a megszokott kört a Tampere városrészben, majd visszatért a Belvárosba, és kiment Bodótetőre, a 34-es addigi végállomására. Ezt az utat 26 perc alatt tette meg, a Bodótetőről az Arany János utcába 10 perc alatt tért vissza. Ezzel egy időben elindult a 38B járat, amely ugyanezt az utat a Tampere városrész érintése nélkül, feleennyi idő alatt tette meg. 2012 februárjában a 38B busz megszűnt és a 34-es újraindult, de a 38-as busz útvonala változatlan maradt, így átfedést mutatott a két busz útvonala. 2014. április 14-én, majdnem pontosan 30 évvel a tervezett indítás után  (eredetileg a 36-os járt volna ott, a megállók is elkészültek) végül elindult a buszközlekedés a Hideg soron, az Avas tetejét a Felsővárossal összekötő úton, s ezt a 38-as meghosszabbításával érték el oly módon, hogy a bodótetői betérést meghagyták. Néhány járat erejéig visszatért a korábbi 38B-s is, egészen 2015. június 14-éig, amikor elvágták a 38-ast, és ismét megszüntették a 38B-t.
2015. június 15-től egy pár perces járattá vált megszűnéséig. Útvonalának kettévágás után a régi Tampere városrész végállomás elérésére a 28-as, a Bodótető elérésére a 34-es busz vehető igénybe.
2020. április 6-án megszűnt kihasználatlanság miatt.

## Útvonala
2015. június 15-től 2020. április 6-ig
| Avas kilátó – Malomszög u. Már változott a vonal!                                                                                 | Malomszög utca – Avas kilátó Avas kilátó - Malomszög utca                              |
| --- | -------------------------------------------------------------------------------------- |
| - Avas kilátó - Mendikás dűlő - Hideg sor - Avasalja utca - Domb utca - Nagyváthy János utca - Szent István utca - Malomszög utca | - Malomszög utca - Szent Anna tér - Avasalja utca - Hideg sor - Mendikás - Avas kilátó |

2014. április 14-től 2015. június 13-ig
| Avas kilátó – Tampere városrész | Tampere városrész – Avas kilátó |
| --- | --- |
| - Avas kilátó - Mendikás dűlő - Hideg sor - Avasalja utca - Domb utca - Nagyváthy János utca - Szent István utca - Malomszög utca - Ilona utca - Bedegvölgyi utca - Dóczy József utca - Bodótető - Vologda utca - Fazekas utca - Kazinczy Ferenc utca - Görgey Artúr utca - Szabadságharc utca - Aulich Lajos utca - Tampere városrész | - Tampere városrész - Dessewffy utca - Szabadságharc utca - Görgey Artúr utca - Corvin utca - Szentpáli utca - Madarász Viktor utca - Batthyány utca - Hősök tere - Palóczy utca - Kis-Hunyad utca - Ilona utca - Bedegvölgyi utca - Dóczy József utca - Bodótető - Malomszög utca - Tizeshonvéd utca - Nagyváthy utca - Domb utca - Avasalja utca - Hideg sor - Mendikás dűlő - Avas kilátó |

2011. június 16-tól 2014. április 13-ig
| Arany János utca – Bodótető | Bodótető - Arany János utca                                                                                           |
| --- | --- |
| - Arany János utca - Vörösmarty Mihály u. - Népkert - Derkovits utca - Tampere vr. - Arborétum - Mikes Kelemen u. - Knézich Károly u. - Népkert - Vörösmarty Mihály u. - Centrum - Kazinczy Ferenc u. - Szemere-kert - Dayka Gábor u. - Vologda városrész - Bedegvölgy - Bodótető | - Bodótető - Dóczy J. u. - Vologda vr. - Dózsa György u. - Petőfi tér - Hősök tere - Villanyrendőr - Arany János utca |

1993. november 15-től 2011. június 15-ig
| Arany János utca – Tampere városrész                        | Tampere városrész - Arany János utca                                                                                 |
| ----------------------------------------------------------- | --- |
| - Arany János utca - Népkert - Derkovits utca - Tampere vr. | - Tampere vr. - Arborétum - Mikes Kelemen u. - Knézich Károly u. - Népkert - Vörösmarty Mihály u. - Arany János utca |

## Megállóhelyei
| 38 (Avas kilátó – Malomszög u.) |                |      |                                       |
| Perc                            | Megállóhely    | Perc | Átszállási lehetőségek                |
| 0                               | Avas kilátó    | 6    | 29, 30, 31, 32, 34, 35, 35R, Auchan 2 |
| 1                               | Mendikás       | 5    |                                       |
| 2                               | Hideg sor      | 4    |                                       |
| 3                               | Avasalja utca  | 3    | 21                                    |
| 5                               | Szent Anna tér | 1    | 1, 2                                  |
| 6                               | Malomszög utca | 0    | 1, 2                                  |